# Бухгалтерский учёт
Бухга́лтерский учёт, арх. счетово́дство — упорядоченная система сбора, регистрации и обобщения информации в денежном выражении о состоянии имущества, обязательствах и капитале организации и их изменениях путём сплошного, непрерывного и документального отражения всех хозяйственных операций. Бухгалтерский учёт тесно связан с налоговым и управленческим учётом.
Внутренние пользователи бухгалтерской отчётности — руководители, учредители, участники и собственники имущества организации. Внешние пользователи бухгалтерской отчётности — инвесторы, кредиторы, государство. Бухгалтерский учёт отличается от статистики субъектом наблюдения: собственник средств (в случае бухгалтерского учёта) или стороннее лицо (в случае статистики). Специалист, осуществляющий бухгалтерский учёт, называется бухгалтером.

## Определение
Определения бухгалтерского учёта могут различаться в зависимости от принятого подхода. Одним из классических является определение, сформулированное в 1910-м году французским автором Г. Фором: «бухгалтерский учёт — наука о методах регистрации фактов хозяйственной жизни, совершаемых хозяйствующими лицами». Я. В. Соколов предлагает следующее определение: «бухгалтерский учёт — это язык знаков и правил их употребления, созданный для замены реальных объектов их символами, позволяющими описать хозяйственную деятельность и её результаты». Согласно положениям действующего российского законодательства, бухгалтерский учёт определяется не как явление (система), а как процесс: «бухгалтерский учёт — формирование документированной систематизированной информации об объектах, предусмотренных настоящим Федеральным законом, в соответствии с требованиями, установленными настоящим Федеральным законом, и составление на ее основе бухгалтерской (финансовой) отчетности». Ранее (в предыдущем российском законе о бухучёте) бухгалтерский учёт определялся как система сбора, регистрации и обобщения информации в денежном выражении об имуществе, обязательствах организаций и их движении путем сплошного, непрерывного и документального учета всех хозяйственных операций.

## Объекты и субъекты бухгалтерского учёта
Объектами бухгалтерского учёта являются имущество организаций, их обязательства и хозяйственные операции, осуществляемые организациями в процессе их деятельности. Предметом бухгалтерского учёта являются факты хозяйственной жизни. Вместе с тем, дискуссионными остаются особенности отражения в бухгалтерском учёте фактов хозяйственной жизни: согласно одной из точек зрения, бухгалтер описывает хозяйственную деятельность предприятия непосредственно (и первичный документ выступает элементом метода бухгалтерского учёта); согласно же другой точке зрения, хозяйственная жизнь описывается в бухгалтерском учёте опосредовано (то есть, бухгалтер описывает не столько саму хозяйственную деятельность, сколько её информационное отражение; согласно этой точке зрения, документ методом являться не может).
Бухгалтерский учёт в соответствии с законом о бухгалтерском учёте может вестись:
- бухгалтерией, входящей в состав предприятия; главным бухгалтером, принятым на предприятие по трудовому договору;
- руководителем организации; генеральным директором при отсутствии бухгалтера;
- бухгалтером, не являющимся главным;
- сторонней организацией (бухгалтерское сопровождение).

## Задачи
Основной задачей бухгалтерского учёта является формирование полной и достоверной информации (бухгалтерской отчётности) о деятельности организации и её имущественном положении, на основании которой становится возможным:
- предотвращение отрицательных результатов хозяйственной деятельности организации;
- выявление внутрихозяйственных резервов обеспечения финансовой устойчивости организации;
- контроль соблюдения законодательства при осуществлении организацией хозяйственных операций;
- контроль целесообразности хозяйственных операций;
- контроль наличия и движения имущества и обязательств;
- контроль использования материальных, трудовых и финансовых ресурсов;
- контроль соответствия деятельности утверждённым нормам, нормативам и сметам.

## Цели бухгалтерского учёта
1. Обеспечение сохранности ценностей.
2. Выявление результатов хозяйственной деятельности[1].

## История

### Древность
Зачатки учёта практиковались во всех цивилизациях ирригационного типа. Первые известные примеры такого рода — глиняные таблички периода Вавилонского царства. К такому же типу примитивного учёта относятся, например кипу — система узелковой письменности инков.
В Древнем Риме в частных предприятиях использовались «Adversaria» (журнал) и «Liber rationis» (счетная книга), иначе называемая «Codices accepti et depensi» (книга получений и выдач). В первой из них отмечались всякие операции, по мере их производства, а во второй они разносились по категориям. Помимо этих книг, у менял и банкиров была в употреблении еще книга «Kalendarium» для обозначения сроков займов. Существовала также книга «Patrimoniorum», предназначенная для записи доходов от земель и скотоводства. Обязанность ведения счетов возлагалась на «ratiocinator’a», или бухгалтера, и на «логографа», или счетовода.
Традиции римской бухгалтерии продолжали сохраняться. Росту точности и юридической обоснованности учётных записей способствовала концепция римского права и возникновение торгового (хозяйственного) права.
Во втором тысячелетии купцами стали создаваться посреднические суды. Они вырабатывали определённые требования к записям: хронологический порядок записей, отсутствие пропусков в бухгалтерских книгах между записями, каждая операция подтверждается документально и т. д.
Появление денег влечёт за собой возникновение нового приёма — оценки. Факт хозяйственной жизни, как объект учёта, с этого времени раздваивается: первоначально он (факт) отражается в натуральном измерении, а потом (либо — одновременно) в денежном измерении.
В эпоху Средневековья формируются два основных направления учёта: камеральная и простая бухгалтерия (иначе — камеральный и патримониальный учёт; в камеральном учёте деньги выступают в функции средства платежа; в патримониальном — как мера стоимости).
Камеральная исходила из того, что основным объектом учёта признавалась касса, ожидаемые поступления, а также выплаты из неё: основная цель — избежание кассовых разрывов. Регистрации подлежали все поступления и выплаты денежных средств, а доходы и расходы устанавливались заранее.
Простая бухгалтерия предполагала учёт имущества, включая кассу, а доходы и расходы становились для бухгалтера искомыми. Все имущественные счета велись по принципу дебет — кредит, но в информационную учётную систему ещё не включались счета собственных средств.
В последующем из этих двух направлений учёта разовьются три парадигмы бухгалтерского учёта: униграфическая (без применения метода двойной записи), диграфическая (патримониальная, с применением метода двойной записи) и камеральная (бюджетная, которая имеет свои особенности применения метода двойной записи).

### Новое время
- Бухгалтерский учёт на основе двойной записи был впервые введён в коммерческую практику в Венеции в конце XIII в.[11] Систематическое изложение учёта по методу двойной записи было дано в классической работе итальянского математика Л. Пачоли в 1494: статья «Трактат о счетах и записях» входила в предисловие к энциклопедии по математике (итал. Summa de arithmetica, geometria, proportioni et proportionalità)[12]. Само название «двойная запись» в работах Луки Пачоли отсутствовало — в его работах излагался лишь сам метод[13] — термин «двойная запись» появляется позже, в 1525-м году в работах итальянского математика и бухгалтера Тальенте[14], а широкое распространение получает благодаря Пиетро Паоло Скали (1755)[13]. Двойная запись, как метод бухгалтерского учёта, первоначально получила своё развитие в двух городах: во Флоренции и в Венеции, при этом наблюдались некоторые различия в применяемом методе: во Флоренции основное внимание уделялось исчислению финансовых результатов, а в Венеции акцент делался по преимуществу на контроле движения ценностей[15].
- В XVIII веке были сформулированы правила Баррема о дебете и кредите. Помимо этого, в 1721 году Б. Ф. Баррем предложил специальные таблицы для облегчения различных арифметических действий и таксировки — умножения количества товаров на цену одной его единицы (данные таблицы впоследствии получили название «барем»)[16]. В 1840 году Ванье выдвинул принцип, согласно которому бухгалтерский учёт ведётся от имени фирмы, а не её собственника.

### Бухгалтерский учёт в дореволюционной России
Бухгалтерский учёт в допетровской России носил в некоторой степени архаичный и неразвитый характер. Основой учёта являлись инвентаризационные описи, которые имели вид дозорных книг. Учётный год начинался 1 сентября. В 1654 году, при Алексее Михайловиче был создан Приказ Счётных дел, который имел по преимуществу контрольно-ревизионные функции: его сотрудники проводили ревизии счётных книг различных ведомств, проверяли выполнение ассигнований, выделенных послам, воеводам и другим должностным лицам. Для проведения ревизии в других городах вызывали в Москву (в Приказ) целовальников с учётными книгами и оправдательными документами. Отдельный вид учёта составлял учёт в монастырских хозяйствах — там существовал сложный порядок распределения хозяйственных и учётных обязанностей: управляющим был келарь, ему подчинялись казначей, который отвечал за денежные суммы и старцы, которые были ответственными за разовые работы и/или за отдельные виды материальных средств; сведения об урожае учитывались там в ужимных и умолотных книгах, которые велись земскими или церковными дьячками. Интересным моментом монастырского учёта является то, что в нём игнорировался принцип хронологической регистрации фактов хозяйственной жизни; данные могли записываться вразнобой, при этом в некоторых случаях даты вообще не проставлялись.
Существенные изменения в регламентацию бухгалтерского учёта были внесены Петром I. К петровской эпохе относится также и первый известный государственный акт, в котором нашли отражения вопросы регулирования учёта: в указе, изданном 22 января 1714 года содержались положения, требовавшие своевременности внесения записей и ежедневного ведения приходно-расходных книг. Следующим по времени существенным событием в истории российского бухгалтерского учёта было издание Регламента управления Адмиралтейства и верфи от 5 апреля 1722 года, в нём уже использовался термин «бухгалтер» (термин «бухгалтерия» появился в русском языке в районе 1710 года, и происходит от шведского «bokhallare»). Отдельным приказом от 11 мая 1722 года оговаривалась необходимость введения регламентов и на иных крупных предприятиях.
Бухгалтерский учёт после реформ Петра I характеризовался как наличием хорошо развитой теории, в том числе — присутствием оригинальных бухгалтерских идей (среди них выделяется идея «тройной бухгалтерии» Ф. В. Езерского), так и широким развитием практической деятельности; большое развитие получили профессиональные бухгалтерские журналы, среди которых можно отметить журнал «Счетоводство» (1888—1904, издание журнала субсидировалось Министерством финансов вплоть до 1904 года, после снятия субсидии журнал прекратил своё существование). Среди теоретиков бухгалтерского учёта следует выделить, помимо Езерского, также Е. Е. Сиверса (1852—1917), Г. А. Бахчисарайцева (1875—1926) и Ф. И. Бельмера (1873—1945). Помимо периодических журналов, издавались труды по бухгалтерскому учёту, в том числе — переводные, среди которых первой была книга «Ключ коммерции» (1783) — перевод английского учебника авторства Джона Хавкинса (1689). В российском бухгалтерском учёте явно проводилось (начиная с К. И. Арнольда, 1775—1845) различие между теорией и практикой учёта, где первое получило впоследствии название счетоведения, а второе — счетоводства (употребление терминов «счетоведение» и «счетоводства» в таком качестве было введено Е. Е. Сиверсом, а авторство самого термина «счетоводство» принадлежит Н. И. Гречу). К. И. Арнольд также упорядочил российскую бухгалтерскую терминологию, ввёл в употребление термины «дебет» и «кредит». Издавались учебники по бухгалтерскому учёту, в частности — труд А. В. Прокофьева «Двойная бухгалтерия» (выдержал в XIX веке 12 изданий)(сам термин «двойная бухгалтерия» был введён В. Швайкером в 1549 году в работе «Zwifach Buchhalten»). Двойная запись впервые появляется в России во второй половине XVIII века и входит в широкое употребление в первой половине XIX в. Термин «себестоимость» появился в российском бухгалтерском учёте в 1912-м году; автором термина является А. П. Рудановский (1863—1931) (до этого использовались такие обозначения, как «своя стоимость», «собственная стоимость», а также — «стоимость производства»).

### Бухучёт в Советской России и СССР
После Октябрьской революции и до середины 1920-х годов предпринимались попытки реформирования методологии бухгалтерского учёта с целью отхода от использования стоимостного показателя. В частности, выдвигались идеи введения трудового измерителя («тред» — трудовая единица (Струмилин), «эрг» — условная, приведённая единица энергии (Смит, Клепиков)). При этом, А. В. Чаянов делал вывод о принципиальной невозможности использования (а точнее — о непригодности) двойной записи (и бухгалтерских систем, выработанных в условиях капиталистического хозяйствования) в условиях социалистического хозяйствования.
В целом, бухгалтерский учёт в СССР обладал рядом специфических феноменов, характерных только для советской системы учёта (наличие этих феноменов было обусловлено особенностями плановой системы хозяйствования). К ним можно отнести как процедурные (например, попытку создания в 1917-м году сверхцентрализованной Центральной государственной бухгалтерии с колоссальными обязанностями: «Суммарный учет всех денежных средств и материального имущества; составление годовых бухгалтерских отчетов о доходах и расходах республики ...»), так и методологические (к примеру, только для советской системы учёта было характерно наличие такого счёта как МБП - «малоценные и быстроизнашивающиеся предметы» (отсутствовавшего как в дореволюционных, так и в западных системах учёта), который затем был отменён после перехода от плановой экономики к рыночной).
Бухгалтерский учёт в СССР прошёл ряд этапов: от попыток коренной реформации учёта (предпринимались до середины 1950-х годов — включая, в том числе, идеи практически полного слияния бухгалтерского учёта со статистикой) до отказа от радикальных смен учётной парадигмы и концентрации на механизации и автоматизации обработки учётной информации. Существенным изменением, обусловившим изменение как подхода, так и нормативной базы бухгалтерского учёта, было изменение взгляда на то, что является объектом учёта (а точнее — социалистического учёта): объектом учёта было признано всё социалистическое хозяйство в целом (что повлекло за собой и смену парадигмы - учёт на отдельно взятом предприятии осмыслялся лишь как составная и первичная часть учёта в рамках всего народного хозяйства в целом). В учебно-методических источниках советского времени бухгалтерский учёт определялся как сплошное, непрерывное, взаимосвязанное отражение хозяйственной деятельности предприятий на основе документов.
В рамках плановой экономики была значительно снижена роль бухгалтерского усмотрения и степень самостоятельности бухгалтера в принятии учётных решений; более того — на главного бухгалтера предприятия (организации) была также отчасти возложена роль контролёра: при получении от руководителя указания, которое могло противоречить существующим нормативным документам, бухгалтер был обязан не только получить письменное распоряжение на выполнение соответствующего действия, но и поставить в известность вышестоящую инстанцию (а также — контролирующие органы). Помимо этого, социалистическая система хозяйствования влияла также и на бухгалтерскую терминологию: в частности, термин «уставный капитал» был заменён на термин «уставный фонд» (также именовался и соответствующий счёт бухгалтерского учёта), а вместо ранее существовавшего термина «валюта баланса» применялось обозначение «итог баланса» (для целей дистанцирования от валюты как денежных ценностей (по преимуществу — иностранных)).

## Метод бухгалтерского учёта
Метод бухгалтерского учёта — совокупность всех приёмов и способов, с помощью которых в бухгалтерском учёте отражаются движение и состояние хозяйственных средств и их источников, включает в себя следующие основные элементы:
- документирование
- оценка
- система бухгалтерских счетов
- двойная запись
- инвентаризация
- калькулирование
- составление баланса и отчётности.

Некоторые российские авторы в качестве главного метода бухгалтерского учёта выделяют моделирование.

## Принципы бухгалтерского учёта
Принципы бухгалтерского учёта — основные, исходные, базовые положения бухгалтерского учёта как науки, которые предопределяют все последующие, вытекающие из них утверждения.
Основными принципами бухгалтерского учёта можно считать следующие:
- Принцип автономности (имущественной обособленности) предполагает, что та или иная организация существует как единое самостоятельное юридическое лицо; её имущество строго обособлено от имущества её совладельцев, работников и других организаций. Данные бухгалтерского учёта представляют единую систему, отвечающую задачам управления имуществом, обязательствам и хозяйственным операциям, осуществляемым организацией в процессе её функционирования. Элементы учёта, не оказывающие влияния на хозяйственные процессы, изъяты из системы учёта как излишние. В бухгалтерском учёте и балансе отражается только имущество, которое признаётся собственностью именно этой конкретной организации.
- Принцип двойной записи — двойное непрерывное отражение хозяйственных явлений, фактов и операций, предопределённое использованием двойной записи на счетах, то есть одновременно и на одинаковую сумму по дебету одного счёта и кредиту другого бухгалтерского счёта.
- Принцип действующей организации предполагает, что организация нормально функционирует и сохранит свои позиции на рынке в обозримом будущем, погашая обязательства перед поставщиками и потребителями и иными партнёрами в установленном порядке. Этот принцип обусловливает необходимость увязки активов организации с её будущей прибылью, которая может быть получена при помощи этих активов. Особое значение названный принцип приобретает при оценке имущества и обязательств организации.
- Принцип объективности состоит в том, что все хозяйственные операции должны находить отражение в бухгалтерском учёте, быть зарегистрированными на протяжении всех этапов учёта, подтверждаться оправдательными документами, на основании которых ведётся бухгалтерский учёт.
- Принцип осмотрительности предполагает определённую степень осторожности в процессе формирования суждений, необходимых при расчётах, производимых в условиях неопределённости, позволяющую избежать завышения активов или доходов, и занижения обязательств, или расходов. Соблюдение принципа осмотрительности предотвращает возникновение скрытых резервов и чрезмерных запасов, сознательное занижение активов или доходов, либо преднамеренное завышение обязательства, или расходов. Пренебрежение указанным принципом приведёт к тому, что финансовая отчётность перестанет быть нейтральной и, следовательно, утратит надёжность.
- Принцип начислений — все операции записываются по мере их возникновения, а не в момент оплаты, и относятся к тому отчётному периоду, когда была совершена операция. Этот принцип условно можно разделить на:
  - принцип регистрации дохода (выручки) — доход отражается в том периоде, когда он получен, а не когда произведена оплата. В России момент продажи продукции определяется по отгрузке и по оплате. Международные стандарты допускают фиксировать реализацию по отгрузке, поставке, получению денег продавцом или агентом;
  - принцип соответствия — доходы отчётного периода должны быть соотнесены с расходами, благодаря которым эти доходы были получены. Расходы (доходы), относящиеся к соответствующим доходам (расходам), признанным в другом отчётном периоде, учитываются отдельно.
- Принцип периодичности нацелен на регулярное, периодически повторяющееся балансовое обобщение — составление баланса и отчётности за год, полугодие, квартал, месяц. Названный принцип обеспечивает сопоставимость отчётных данных, позволяет по истечении определённых периодов времени исчислить финансовые результаты.
- Принцип денежного измерения, то есть количественное измерение и исчисление фактов хозяйственной деятельности и производственных процессов; в качестве единицы измерения выступает валюта страны.
- Принцип преемственности (последовательности, постоянства) предполагает что принятые предприятием методы бухгалтерского учёта будут применяться последовательно из года в год.

## Парадоксы учёта
Я. В. Соколов выделяет следующие возможные парадоксы бухгалтерского учёта:
1. Денег нет, а прибыль есть: наличие прибыли по данным бухгалтерского учёта может не сопровождаться одновременным наличием денежных средств у организации.
2. Деньги есть, а прибыли нет: наличие денежных средств у организации может сопровождаться одновременным отсутствием прибыли (наличием убытков в бухгалтерском балансе).
3. Имущественная масса увеличилась, а прибыль — нет: увеличение имущества организации может не находится в корреляции с увеличением прибыли организации.
4. Имущественная масса увеличилась, и прибыль увеличилась: затраты на приобретение имущества могут сопровождаться одновременным ростом прибыли.
5. Имущественная масса уменьшилась, а прибыль не изменилась: уменьшение имущества организации может никак не отражаться на  результатах финансовой деятельности.
6. Имущественная масса уменьшилась и прибыль уменьшилась: уменьшение имущества организации может сопровождаться одновременным ухудшением финансового результата[1].

## Аутсорсинг бухгалтерии
Аутсорсинг бухгалтерии является частным случаем аутсорсинга бизнес-процессов и одним из способов бухгалтерского обеспечения деятельности предприятия. Подразумевает вынесение функций, связанных с организацией, ведением бухгалтерского учёта и составлением отчётности на предприятии за пределы компании, передачу их для исполнения аутсорсеру. При бухгалтерском аутсорсинге внешняя компания включается в рабочие бизнес-процессы компании-заказчика как целостное функциональное подразделение, оставаясь при этом организационно и юридически самостоятельным. Зарубежные эксперты в области аутсорсинга отмечают, что вместе с передачей определённых финансовых функций, выполнение которых аутсорсером происходит часто в ежедневном режиме, обычно передаётся также управление этими функциями и процессами.
В отличие от бухгалтерских услуг, которые чаще имеют эпизодический характер, аутсорсинг бухгалтерии — это стратегия на перспективу, которая влечёт за собой серьёзную перестройку бизнес-процессов внутри компании. Другую распространённую форму бухгалтерского обеспечения на предприятии — привлечение внештатного бухгалтера, нельзя относить к аутсорсингу бухгалтерии, поскольку поставщик услуг в данном случае является физическим лицом и объективно не может иметь собственной инфраструктуры, необходимой для обеспечения и поддержки бизнес-процессов взаимодействия, а также лишён ряда других возможностей специализированной компании. Американской ассоциацией менеджмента, показало, что уже к тому моменту 1/5 часть опрошенных фирм передала на аутсорсинг хотя бы некоторую часть финансовых и бухгалтерских операций, а 4/5 фирм — часть административных функций.

## Защитная функция бухгалтерского учёта
Под защитной функцией бухгалтерского учёта понимают обеспечение охраны имущественных интересов участников экономической деятельности, а именно:
- собственников (участников, акционеров) предприятия;
- работников предприятия;
- государства.

Различают две составляющие защитной функции бухгалтерского учёта:
- предупредительная (превентивная);
- охранительная (следообразующая).

Предупредительная (превентивная) функция направлена на затруднение совершения нарушений тем или иным лицом путём осуществления текущего контроля. То есть сама система бухгалтерского учёта построена таким образом, чтобы все действия лиц, участвующих в осуществлении хозяйственных операций, были максимально прозрачны; известны большому кругу лиц; подвержены немедленному контролю; взаимосвязаны с действиями других лиц.
Охранительная (следообразующая) функция срабатывает после того, как совершено нарушение. Она обеспечивается способностью системы учёта адекватно отражать факты деструктивных отклонений в хозяйственной деятельности против воли злоумышленников. То есть несмотря на усилия лиц, заинтересованных скрыть информацию о совершаемых нарушениях, при грамотно поставленном бухгалтерском учёте в учётных документах остаются следы, позволяющие выявлять такие факты.
Охранительная функция реализуется через систему последующего финансового контроля:
- в плановом порядке,
- при возникновении информации о противоправных действиях[40][41].

## Бухгалтерский учёт в банках
Банковский учёт — это упорядоченная система сбора и обобщения информации об имуществе и обязательствах кредитной организации, её финансовых и хозяйственных операциях. Учёт в коммерческом банке имеет ряд существенных особенностей — и по характеру операций, отражаемых в бухгалтерском учёте, и по организации учётной работы, и по форме и содержанию учётной и отчётной документации, и по основным бухгалтерским проводкам.
Банковский учёт характеризуется оперативностью и единством формы построения. Это проявляется в том, что все расчётные, кредитные и другие операции, совершенные в банке в течение операционного времени, в тот же день отражаются в лицевых счетах аналитического бухгалтерского учёта клиентов и контролируются путём составления ежедневного бухгалтерского баланса учреждения банка. Единая для всех банков форма учёта создает возможность анализа банковской деятельности. Чёткость и оперативность банковского учёта позволяет осуществлять контроль за сохранностью денежных средств, денежным оборотом и состоянием расчётных и кредитных отношений.

## Правовое регулирование бухгалтерского учёта в Российской Федерации
Впервые самостоятельный закон о бухгалтерском учёте появился в 1996-м году: до этого, как в России, так и прежде (в СССР) отдельного закона о бухгалтерском учёте не существовало: регулирование бухгалтерского учёта осуществлялось в рамках ведомственных инструкций (регламентов и прочих подзаконных нормативно-правовых актов).
Действующее законодательство Российской Федерации о бухгалтерском учёте состоит из:
- Федерального закона «О бухгалтерском учёте» от 6 декабря 2011 года № 402-ФЗ,
- других Федеральных законов,
- указов Президента Российской Федерации,
- постановлений Правительства Российской Федерации, например:
  - Постановление Правительства РФ от 06.03.1998 N 283 «Об утверждении Программы реформирования бухгалтерского учёта в соответствии с международными стандартами финансовой отчётности»
  - Постановление Правительства РФ от 30.06.2004 N 329 «О Министерстве финансов Российской Федерации», с последующими редакциями (закрепляет за Минфином РФ полномочия об определении порядка ведения бухгалтерского учёта и составления бухгалтерской отчётности);
- приказов Министерства Финансов РФ:
  - Приказ Минфина РФ от 01.07.2004 N 180 «Об одобрении Концепции развития бухгалтерского учёта и отчётности в Российской Федерации на среднесрочную перспективу»;
  - Приказ Минфина РФ от 29.07.1998 N 34н «Об утверждении Положения по ведению бухгалтерского учёта и бухгалтерской отчётности в Российской Федерации», с последующими редакциями;
  - Приказ Минфина РФ от 21.12.1998 N 64н «О Типовых рекомендациях по организации бухгалтерского учёта для субъектов малого предпринимательства»;
  - Приказ Минфина РФ от 31.10.2000 N 94н «Об утверждении Плана счетов бухгалтерского учёта финансово-хозяйственной деятельности организаций и Инструкции по его применению», с последующими редакциями;
  - Положения по бухгалтерскому учёту — ПБУ (утверждаются приказами Минфина РФ, по состоянию на 2013 год принято 24 ПБУ)
  - и другие;
- прочих нормативно-правовых документов министерств и ведомств, например:
  - «Концепция бухгалтерского учёта в рыночной экономике России» (одобрена Методологическим советом по бухгалтерскому учёту при Минфине РФ 29 декабря 1997 года)

Общее методологическое руководство бухгалтерским учётом в Российской Федерации осуществляется Министерством финансов Российской Федерации и Центральным банком Российской Федерации.
В настоящее время, в соответствии с постановлениями Правительства РФ, происходит приближение национальных правил бухгалтерского учёта к международным стандартам финансовой отчётности (IFRS).